# Жувенал Хабијаримана
Жувенал Хабијаримана (8. март 1937 — 6. април 1994) је био руандски Хуту политичар, председник Руанде од 1973. до смрти која се десила када је његов авион оборен 1994. године. Хабијаримана је рођен у Гисењи на северу Руанде у истакнутој Хуту породици. Његово убиство распламсало је етничке тензије у региону и почетак Геноцида у Руанди. Одговорност за напад је остала неразјашњена, али његово убиство се користило као повод за геноцид Хутуа над Тутсима.

## Преузимање власти
Хабијаримана је био вођа Националног републиканског покрета за демократију и развој и у влади Грегора Кајибанде је био министар одбране. Хабијаримана 5. јула 1973. године преузима власт и протерује тада владајућу партију Пармехуту.

## Побуна, смрт и геноцид
Почетком деведесетих, побуне против Хабијариманове власти почињу када Руандски патриотски фронт (РПФ) прелази границу из Уганде. РПФ је већином био састављен од избеглих руандских Тутса који су имали подршку од угандске војске.
Хабијариманин приватни млазњак је оборен 6. априла 1994. у близини Кигалског међународног аеородрома. Његова смрт је био иницијални догађај за геноцид у Руанди.